# Labastidette
Labastidette es una comuna francesa situada en el departamento de Alto Garona, en la región de Occitania.

## Demografía
| 248 | 307 | 559 | 656 | 980 | 1328 | 2809 |
| Para los censos de 1962 a 1999 la población legal corresponde a la población sin duplicidades (Fuente: INSEE [Consultar]) |     |     |     |     |      |      |

## Economía
El cultivo de cereales ( maíz, trigo) todavía tiene un lugar importante, pero tiende a disminuir a favor de las zonas residenciales relacionadas con la proximidad de la ciudad de Toulouse.